# Tourigo
Tourigo é uma povoação portuguesa do Município de Tondela que foi sede da extinta Freguesia de Tourigo, freguesia que tinha 8,90 km² de área e 512 habitantes (2011), e, por isso, uma densidade populacional de 57,5 hab./km². 
Com a reorganização administrativa de 2012, a Freguesia de Tourigo foi agregada à Freguesia de Barreiro de Besteiros tendo sido criada a União das Freguesias de Barreiro de Besteiros e Tourigo.
Tourigo, situada a 15 km da cidade de Tondela, é uma povoação constituída por um povo de gente alegre e hospitaleira que ao longo dos anos foi desenvolvendo ofícios e tradições ligadas, sobretudo, aos trabalhos agrícolas.
A Freguesia de Tourigo compreendia as povoações de Tourigo e Pousadas. Tourigo e Pousadas confinam em si a beleza e a rusticidade própria da vida agrícola onde predomina o verde floresta do sopé da Serra do Caramulo e dos inúmeros campos de pastorícia. É atravessado por duas linhas de água que em tempos foram de fulcral importância na implantação de moinhos de água. Faz parte, ainda da sua história, o histórico Rego do Esporão que continua a dar vida à agricultura local.
No que respeita a serviços sociais a população é servida pelo Centro Social do Tourigo, do qual faz parte o Centro do Dia, com a valência de Apoio Domiciliário, por uma Escola Primária, um Jardim de Infância, uma Zona de Lazer, entre outros serviços e locais a visitar e instituições de distinguível valor.
Apear de ser uma localidade afastada da cidade de Tondela (sede de concelho) e dos problemas que os meios rurais portugueses vivem devido ao decréscimo da população, o Tourigo, em comparação com povoações vizinhas, conserva muitos dos serviços básicos e alguns locais de trabalho. A nível cultural e associativo, o Tourigo além da paróquia, possui a AFERT (Associação Folclórica e Recreativa do Tourigo), o CCDT (Centro Cultural e Recreativo do Tourigo) e o Centro Social do Tourigo em cima descrito.
Actualmente, os habitantes desta localidade trabalham essencialmente na madeira, construção civil, avicultura, tendo simultaneamente como ocupação a agricultura e pastorícia de subsistência.

## Serviços
- Bomba de gasolina
- Cabeleireiros
- Cafés
- Centro de dia, apoio domiciliário e infantil (IPSS)
- Centro social e desportivo
- Centro cultural
- Comercio e têxtil
- Diversos espaços para a prática de desporto
- Farmácia
- Junta de freguesia
- Materiais de construção
- Mercearia
- Multibanco
- Padarias
- Paróquia
- Parque de Lazer
- Posto Médico(enfermagem)
- Restaurante
- Serralharia

## História
A luta da população do Tourigo e Pousadas para a conquista do estatuto de freguesia, já vem de longe. Em 1904, D. José Manuel de Carvalho, bispo de Macau e bispo de Angra, natural da povoação do Tourigo, começou dar os primeiros passos para que o Tourigo fosse freguesia. Para isso, mandou seu sobrinho Cónego Maximino para que desse ajuda material a fim de ser construído no Tourigo um cemitério e uma Igreja.
Em 1946 esboçou-se a primeira tentativa de organização do processo para a elevação do Tourigo a freguesia, mas falhou assim como em 1967.
Mas o povo do Tourigo não desistiu e em 1981 o Sr. Prof. Alberto Coimbra, deputado do CDS e vereador da câmara de Tondela, é abordado nesse sentido por uma comissão composta por habitantes do Tourigo. É formado um processo mas mais uma vez não se concretizou.
Mas a luta continuou, e em 1985 algumas pessoas contactam o deputado do PSD à Assembleia da República, Luís Martins, a quem dão conhecimento dos factos. Verificando-se que ao abrigo da Lei 11/82, o Tourigo e Pousadas reuniam todas as condições necessárias, foi enviada à Assembleia da República uma proposta apresentando o projecto Lei 180/IV e votado, favoravelmente, na manhã do dia 13 de Julho de 1986.
A nível administrativo e para descontentamento generalizado da população de ambas as freguesias, a Freguesia de Tourigo e a de Barreiro de Besteiros formaram a União de Freguesias de Barreiro de Besteiros e Tourigo, pela reorganização administrativa de 2012.

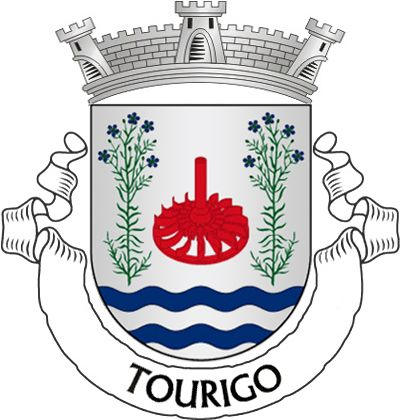
Tourigo

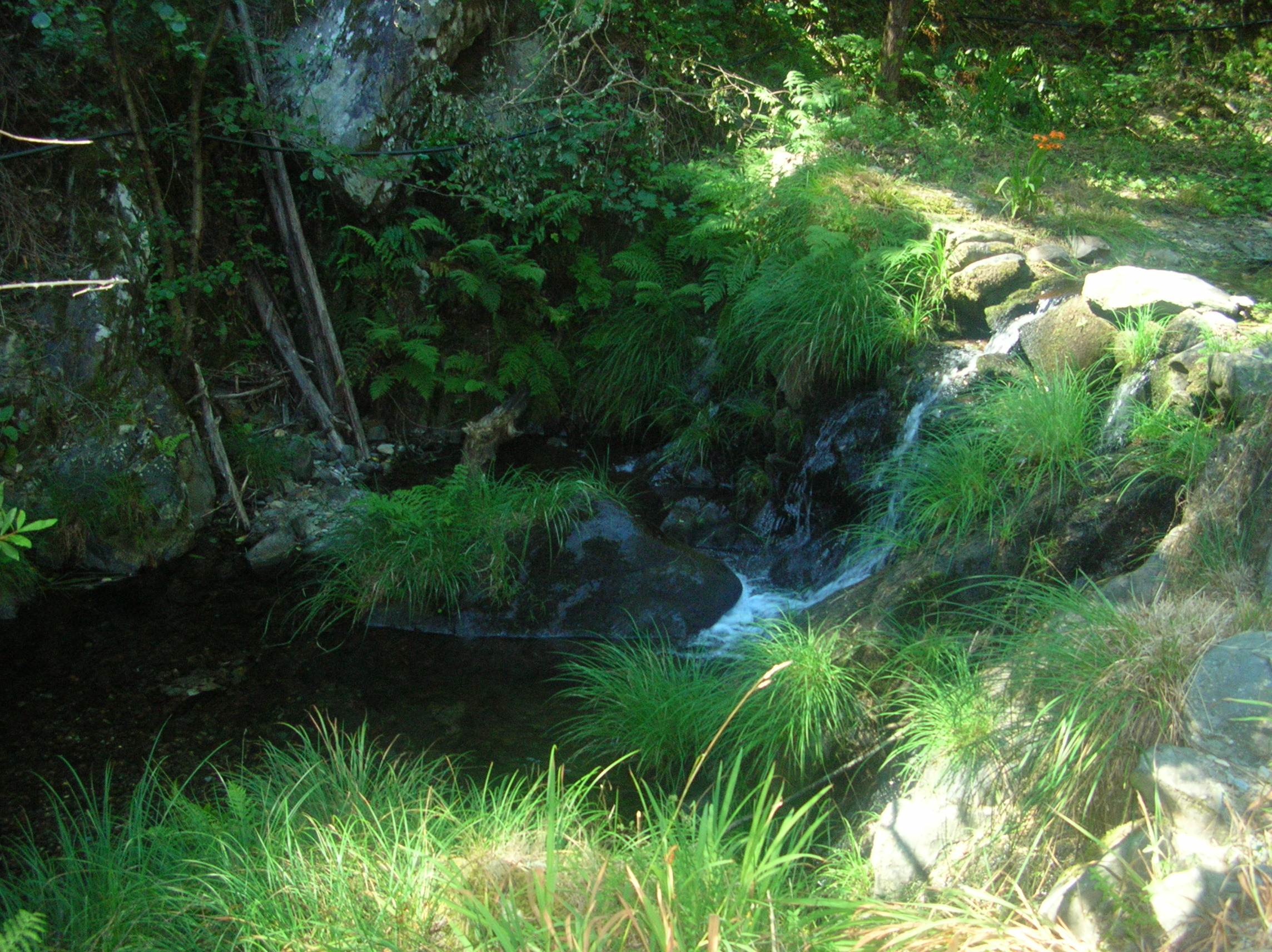
Rego do Esporão

## Património
- Capela da Nossa Senhora da Conceição (Pousadas)
- Escola E.B.1 n.º1-Tourigo (Tourigo)
- Escola E.B.1 n.º2-Tourigo, desativada (Pousadas)
- Edifício do Jardim de Infância (Tourigo)
- Igreja de S. José
- Igreja de Santo Amaro (matriz-Tourigo)
- Junta de Freguesia
- Moinhos da Azenha (visitáveis na Zona de Lazer) (à beira do ribeiro a montante do "Esporão" e no "Patameiro")
- Rego do Esporão
- Zona de Lazer 
  - Campo de futebol
  - Edifício destinado a museu
  - Moinhos
  - Piscina
  - Polidesportivo
  - Parque de lazer
- Zona do "Patameiro" (percursos BTT e beleza paisagística)

## Feira e Festividades
- Corpo de Deus
- Cortejo carnavalesco - Domingo de Carnaval
- Feira anual - Agosto
- Festival da Juventude -  Agosto
- Nossa Senhora da Conceição (Padroeira das Pousadas)  -  8 de dezembro
- São Luís de Gonzaga (Tourigo)  -  21 de junho
- Santo Amaro (Padroeiro do Tourigo e da freguesia)  -  15 de janeiro

*Nota: construção da passadeira de vários kms à base de pétalas totalmente preenchida.

## População
| População da freguesia de Tourigo | População da freguesia de Tourigo | População da freguesia de Tourigo | População da freguesia de Tourigo | População da freguesia de Tourigo | População da freguesia de Tourigo | População da freguesia de Tourigo | População da freguesia de Tourigo | População da freguesia de Tourigo | População da freguesia de Tourigo | População da freguesia de Tourigo | População da freguesia de Tourigo | População da freguesia de Tourigo | População da freguesia de Tourigo | População da freguesia de Tourigo |
| --------------------------------- | --------------------------------- | --------------------------------- | --------------------------------- | --------------------------------- | --------------------------------- | --------------------------------- | --------------------------------- | --------------------------------- | --------------------------------- | --------------------------------- | --------------------------------- | --------------------------------- | --------------------------------- | --------------------------------- |
| 1864                              | 1878                              | 1890                              | 1900                              | 1911                              | 1920                              | 1930                              | 1940                              | 1950                              | 1960                              | 1970                              | 1981                              | 1991                              | 2001                              | 2011                              |
|                                   |                                   |                                   |                                   |                                   |                                   |                                   |                                   |                                   |                                   |                                   |                                   | 632                               | 571                               | 512                               |

Criada pela lei nº 27/86, de 23 de Agosto, com os lugares Pousadas e Tourigo desanexados da freguesia de Barreiro de Besteiros
| Distribuição da População por Grupos Etários | Distribuição da População por Grupos Etários | Distribuição da População por Grupos Etários | Distribuição da População por Grupos Etários | Distribuição da População por Grupos Etários | Distribuição da População por Grupos Etários | Distribuição da População por Grupos Etários | Distribuição da População por Grupos Etários | Distribuição da População por Grupos Etários | Distribuição da População por Grupos Etários |
| -------------------------------------------- | -------------------------------------------- | -------------------------------------------- | -------------------------------------------- | -------------------------------------------- | -------------------------------------------- | -------------------------------------------- | -------------------------------------------- | -------------------------------------------- | -------------------------------------------- |
| Ano                                          | 0-14 Anos                                    | 15-24 Anos                                   | 25-64 Anos                                   | > 65 Anos                                    |                                              | 0-14 Anos                                    | 15-24 Anos                                   | 25-64 Anos                                   | > 65 Anos                                    |
| 2001                                         | 96                                           | 73                                           | 280                                          | 122                                          |                                              | 16,8%                                        | 12,8%                                        | 49,0%                                        | 21,4%                                        |
| 2011                                         | 66                                           | 53                                           | 236                                          | 157                                          |                                              | 12,9%                                        | 10,4%                                        | 46,1%                                        | 30,7%                                        |

Média do País no censo de 2001:  0/14 Anos-16,0%; 15/24 Anos-14,3%; 25/64 Anos-53,4%; 65 e mais Anos-16,4%
	
	
Média do País no censo de 2011:   0/14 Anos-14,9%; 15/24 Anos-10,9%; 25/64 Anos-55,2%; 65 e mais Anos-19,0%